# Kärrgräshoppa
Kärrgräshoppa (Stethophyma grossum) är en art i insektsordningen hopprätvingar som tillhör familjen markgräshoppor. 
Kärrgräshoppan har en kroppslängd på 20 till 37 millimeter. Honan är vanligen något större än hanen. Färgteckningen varierar från grönaktig till brunaktig eller gråaktig och ofta finns även rödaktiga inslag, främst på honan. 
Kärrgräshoppans habitat är fuktiga områden, som kärrängar och kantzonen till vattendrag. Både hanen och honan kan frambringa ljud, som olikt de flesta andra gräshoppors inte är skärrande utan snarande klickande. Ljudet anses ofta påminna om torra kvistar som bryts och uppstår genom att gräshoppan slår ut ett bakben bakåt, så att dess skenben stryker över vingens spets. Vanligen upprepas detta två till tre gånger per sekund. 
I Sverige är kärrgräshoppan vanlig i större delen av landet.